# Christian d'Oriola
Christian d'Oriola (Perpiñán, 3 de octubre de 1928-Nimes, 29 de octubre de 2007) fue un deportista francés que compitió en esgrima, especialista en la modalidad de florete.
Participó en cuatro Juegos Olímpicos de Verano entre los años 1948 y 1960, obteniendo en total seis medallas: oro y plata en Londres 1948, dos oros en Helsinki 1952 y oro y plata en Melbourne 1956. Ganó trece medallas en el Campeonato Mundial de Esgrima entre los años 1947 y 1958.

## Palmarés internacional
| Juegos Olímpicos   | Juegos Olímpicos            | Juegos Olímpicos | Juegos Olímpicos    |
| Año                | Lugar                       | Medalla          | Prueba              |
| ------------------ | --------------------------- | ---------------- | ------------------- |
| 1948               | Londres (Reino Unido)       | Medalla de oro   | Florete por equipos |
| 1948               | Londres (Reino Unido)       | Medalla de plata | Florete individual  |
| 1952               | Helsinki (Finlandia)        | Medalla de oro   | Florete individual  |
| 1952               | Helsinki (Finlandia)        | Medalla de oro   | Florete por equipos |
| 1956               | Melbourne (Australia)       | Medalla de oro   | Florete individual  |
| 1956               | Melbourne (Australia)       | Medalla de plata | Florete por equipos |
| Campeonato Mundial |                             |                  |                     |
| Año                | Lugar                       | Medalla          | Prueba              |
| 1947               | Lisboa (Portugal)           | Medalla de oro   | Florete individual  |
| 1947               | Lisboa (Portugal)           | Medalla de oro   | Florete por equipos |
| 1949               | El Cairo (Egipto)           | Medalla de oro   | Florete individual  |
| 1949               | El Cairo (Egipto)           | Medalla de plata | Florete por equipos |
| 1950               | Montecarlo (Mónaco)         | Medalla de plata | Florete por equipos |
| 1951               | Estocolmo (Suecia)          | Medalla de oro   | Florete por equipos |
| 1953               | Bruselas (Bélgica)          | Medalla de oro   | Florete individual  |
| 1953               | Bruselas (Bélgica)          | Medalla de oro   | Florete por equipos |
| 1954               | Luxemburgo (Luxemburgo)     | Medalla de oro   | Florete individual  |
| 1954               | Luxemburgo (Luxemburgo)     | Medalla de plata | Florete por equipos |
| 1955               | Roma (Italia)               | Medalla de plata | Florete individual  |
| 1957               | París (Francia)             | Medalla de plata | Florete por equipos |
| 1958               | Filadelfia (Estados Unidos) | Medalla de oro   | Florete por equipos |